# دزموند پاتریک کاستلو
دزموند پاتریک کاستلو (انگلیسی: Desmond Patrick Costello; ۳۱ ژانویهٔ ۱۹۱۲ – ۲۳ فوریهٔ ۱۹۶۴) زبان‌شناس، دیپلمات، سیاستمدار، استاد دانشگاه، و احتمالا جاسوس نیوزیلند بود.

## زندگی
دزموند پاتریک کاستلو در ۳۱ ژانویه ۱۹۱۲ زاده شد. پدرومادر وی اهل ایرلند بودند که نخست به استرالیا و سپس به نیوزیلند مهاجرت کردند.
کاستلو از همان نوجوانی استعداد خوبی در زبان‌شناسی داشت. طوریکه پیش از هجده‌سالگی به دانشگاه کمبریج رفت و در رشته زبان‌های کلاسیک، یونانی و لاتین فارغ‌التحصیل شد. پس از آن در دانشگاه اکستر لندن به آموزش زبان‌های یونانی و لاتین پرداخت. کاستلو با زنی یهودی‌تبار مهاجر از روسیه ازدواج کرد که عضو حزب کمونیست بریتانیا بود. کاستلو نیز پس از ازدواج به آن حزب پیوست. آنها صاحب پنج فرزند شدند.
به احتمال زیاد او نفر ششم گروه جاسوسی ۵ نفره «دوستان کمبریج» بود که از زمان جنگ جهانی دوم تا اوایل دهه ۱۹۵۰ برای شوروی جاسوسی می‌کردند. دولت شوروی آنها را در دوره تحصیل در دانشگاه کمبریج بکار گرفته بود. پس از افشای گروه، دو نفر از آنها در دهه ۱۹۵۰ و یک نفر دیگر در دهه ۱۹۶۰ به شوروی پناه بردند. دو نفر دیگر که در بریتانیا ماندند به گونه‌ای مصونیت قضایی گرفتند.
کاستلو در زمستان ۱۹۳۷ با کشتی از بریتانیا به هند رفت تا پانصد پوند (۲۳۰۰۰ پوند ۲۰۲۳) پولی را که اعضای حزب کمونیست بریتانیا برای حزب کمونیست هند جمع کرده بودند به دست آنها برساند و چند روز بعد هم دوباره به انگلستان بازگشت. هیچ‌یک از همکاران و مدیر دانشگاه دکستر متوجه غیبت او نشدند.
کاستلو با بلیت درجه سه سوار کشتی شده بود. اما خود را یواشکی به محوطه درجه یک می‌رساند. او در آنجا با نوجوانی هفده ساله آشنا می‌شود که محافظان زیادی داشته‌است. وقتی کشتی که به هند می‌رسد کاستلو از دوستی با آن نوجوان استفاده می‌کند و از او درخواست می‌کند که چمدانش را از گمرک رد کند تا از دست مأموران امنیتی فرار کند. با آنکه گفته می‌شود آن نوجوان محمدرضا پهلوی بوده اما در فهرست نام مسافران هیچ نشانه‌ای از محمدرضا پهلوی در آن کشتی نبوده‌است.
پیش از آغاز جنگ جهانی دوم کاستلو به دلیل فعالیت‌های سیاسی کمونیستی از دانشگاه اکستر اخراج شد. او با آغاز جنگ جهانی به ارتش نیوزیلند پیوست. در آنجا زبان ایتالیایی را به صورت خودآموز فرا گرفت و تا حدی با زبان عربی آشناشد. به دلیل توانایی‌های زبانی کاستلو ارتش نیوزیلند از او در بازجویی از زندانیان استفاده کرد. به دلیل همکاری ارتش نیوزیلند و ارتش بریتانیا کاستلو دوستانی نزدیکی در ارتش بریتانیا پیدا کرد. پس جنگ کاستلو به استخدام وزارت خارجه نیوزیلند درآمد و برای کار به مسکو رفت. او در هنگام زندگی در مسکو آشنایی خود با زبان روسی را بیشتر کرد و به الکساندر گریبایدوف علاقه‌مند شد. این علاقه به حدی بود که در یکی از روزهای سپتامبر ۱۹۴۹ برای زیارت قبر گریبایدوف با هواپیما به تفلیس رفت و نمایشنامه‌ای از او را به انگلیسی ترجمه کرد. علاقه او به گریبایدوف منجر به علاقه به فرهنگ ایران شد. برای همین به یادگیری زبان فارسی پرداخت.
وزارت خارجه نیوزیلند که به جاسوسی کاستلو به نفع شوروی مظنون بود او را به پاریس منتقل کرد. او در پاریس کار چندانی برای انجام نداشت و برای همین بیشتر وقت خود را به یادگیری زبان فارسی گذراند او برای یادگیری بهتر فارسی یک معلم ایرانی به نام «فولادوند» را استخدام کرد که به نظر می‌رسید محمدمهدی فولادوند باشد. کاستلو از طریق دوستی فولادوند با صادق هدایت آشنا شد و رمان بوف کور را ترجمه کرد. پایان ترجمه بوف کور با اخراج کاستلو از وزارت خارجه نیوزیلند و بیکار شدن همزمان شد. یک ناشر بریتانیایی ترجمه «بوف کور» کاستلو را پذیرفت. این پول به وضعیت مالی کاستلو کمک کرد.
کاستلو پس از اخراج از وزارت خارجه، مدتی بیکار بود. اما به کمک یکی از دوستانش موفق در دانشگاه منچستر به ریاست گروه زبان روسی رسید و از ۱۹۵۵ تا مرگ در ۱۹۶۴ در آن سمت باقی بود.

## جاسوسی
در سال‌های اخیر بعضی از اسناد قدیمی دولت‌های بریتانیا و نیوزیلند که از حالت محرمانه خارج شده‌اند نشان می‌دهند که کاستلو و همسرش به اسم بچه‌های درگذشته، برای جاسوسان کاگ‌ب مدارک شناسایی درست می‌کردند.

## آثار
نخستین مترجم بوف کور به زبان انگلیسی